# نهائي كأس الكؤوس الأوروبية 1971
نهائي كأس الكؤوس الأوروبية 1971 هي المباراة النهائية من منافسة كأس الكؤوس الأوروبية 1970–71، أقيمت المباراة في 21 مايو 1971، في ملعب كارايسكاكيس، بين فريقي تشيلسي، وريال مدريد، وفاز فيها تشيلسي، بعد أن هزم ريال مدريد، بنتيجة 2 - 1، وكان حكم المباراة Anton Bucheli ‏، وحضر المباراة 66000 شخصاً.

## تفاصيل المباراة
لعبت المباراة النهائية في 21 مايو 1971.
| تشيلسي | 2 -1 | ريال مدريد |
| ------ | ---- | ---------- |
|        |      |            |